# Xinxin renlei

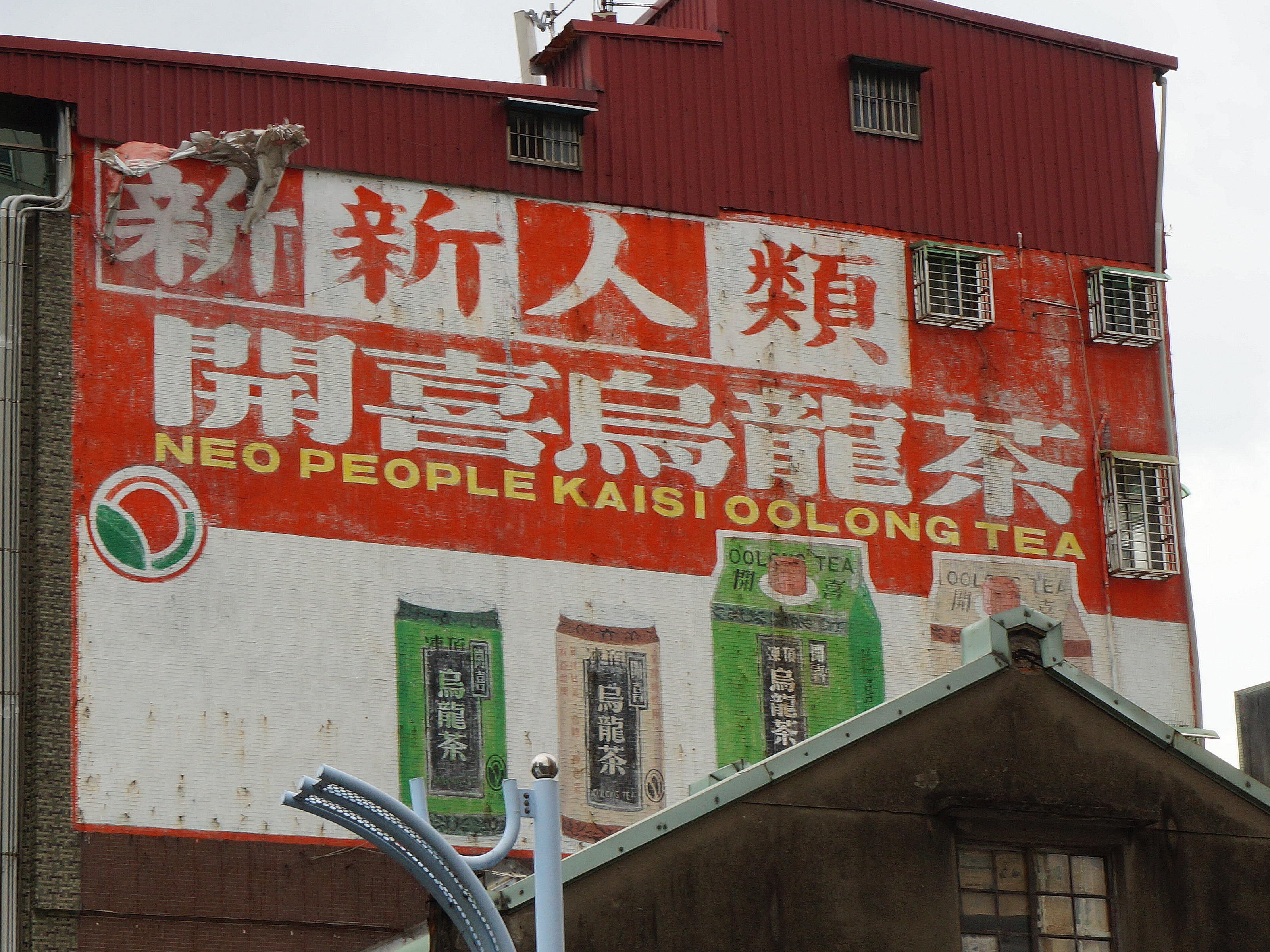
Publicité de Kaixi wulong cha

Xinxin renlei (chinois simplifié : 新新人类 ; chinois traditionnel : 新新人類 ; pinyin : xīnxīn rénlèi ; litt. « tout nouveau genre humain (ou humanité) »), généralement traduit par « la génération néo-néo » est une expression populaire de Taïwan du début des années 1990, dont l'origine est issue de la publicité pour le kaixi wulong cha (开喜烏龍茶) de l'entreprise xìnxǐ shíyè (信喜實業, devenue en 205 Tait 德記洋行, déjì yángháng) qui fabrique du thé wulong. L'auteur de cette publicité, Zeng Shumei (曾淑美) le l'entreprise publicitaire Maida guanggao (麥達廣告 y écrit « la toute nouvelle humanité est en Chine » (新新人類在中國).

## Historique
Le 16 octobre 1993，Maida Guanggao commence la série de publicité pour la télévision « 新新人類在中國 » qui gagne le 16e prix (1993) du concours des meilleures annonces publicitaires Jinxiang (zh) (「時報廣告金像獎」,.